# St. Weonards
St. Weonards – wieś i civil parish w Anglii, w hrabstwie Herefordshire. W 2011 civil parish liczyła 383 mieszkańców.